# Tarrafas
Tarrafas is een gemeente in de Braziliaanse deelstaat Ceará. De gemeente telt 8.900 inwoners (schatting 2009).
De gemeente grenst aan Saboeiro, Jucás, Cariús, Cariús, Farias Brito, Assaré en Antonina do Norte.